# Bambino Mio

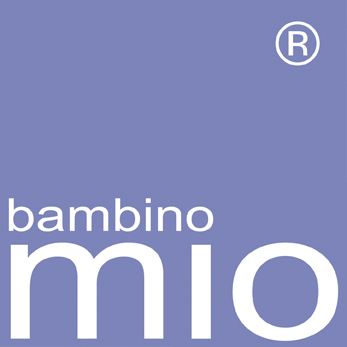
Logo von Bambino Mio

Bambino Mio ist eine Stoffwindel-Marke, die von dem gleichnamigen Unternehmen aus Brixworth (Großbritannien) hergestellt und verkauft wird. Bambino-Mio-Windeln sind in Großbritannien weit verbreitet und werden außerdem in 70 weiteren Ländern vertrieben. Neben Stoffwindeln produziert das Unternehmen auch Windelvlies und Windelüberhosen, Töpfchen-Trainingshosen, Babyfeuchttücher und Windelwaschmittel.

## Geschichte
Bambino Mio wurde 1997 von dem Ehepaar Guy und Jo Schanschieff gegründet, nachdem sie ähnliche Unternehmen in Australien und Neuseeland kennengelernt hatten. Das Paar, das von ihrem Zuhause in Northampton (Großbritannien) ein Stoffwindel-Wäsche-Service startete, begann die wiederverwendbaren Windeln und die damit verbundenen Produkte an Eltern über einen Versandhandel direkt zu verkaufen. 2003 meldete das Unternehmen sich im UK Passport Programm an, um exportieren zu können. Bis 2006 wurden mehrsprachige Mitarbeiter eingestellt und eine neue Website erstellt.

## Gründer
Guy Schanschieff wurde in 2011 als „Member of the Order of the British Empire“ für seine Verdienste für die Wirtschaft ausgezeichnet.